# Guillemot à miroir
Cepphus grylle
Espèce
Statut de conservation UICN

 LC  : Préoccupation mineure
Le Guillemot à miroir (Cepphus grylle) est une espèce d'oiseaux marins de la famille des alcidés.

## Morphologie
Les oiseaux adultes ont le corps entièrement noir, sauf pour une large tache blanche distinctive sur le dessus de l'aile, le « miroir ». Le dessous de l'aile, visible en vol, est partiellement blanc. Le bec effilé est noir tandis que les pattes et l'intérieur du bec sont rouges. Ils mesurent entre 32 et 38 cm de longueur et leurs ailes ont une envergure de 49 à 58 cm. Leur plumage d'hiver est beaucoup plus pâle; le dos et le dessus de la tête sont plutôt « poivre et sel» et le reste du corps est blanc, sauf une petite tache noire devant l'œil et une ligne noire derrière l'œil. Les ailes demeurent noires avec un miroir blanc. Les mâles et les femelles se ressemblent, tandis que les juvéniles ont un plumage semblable aux adultes en hiver.

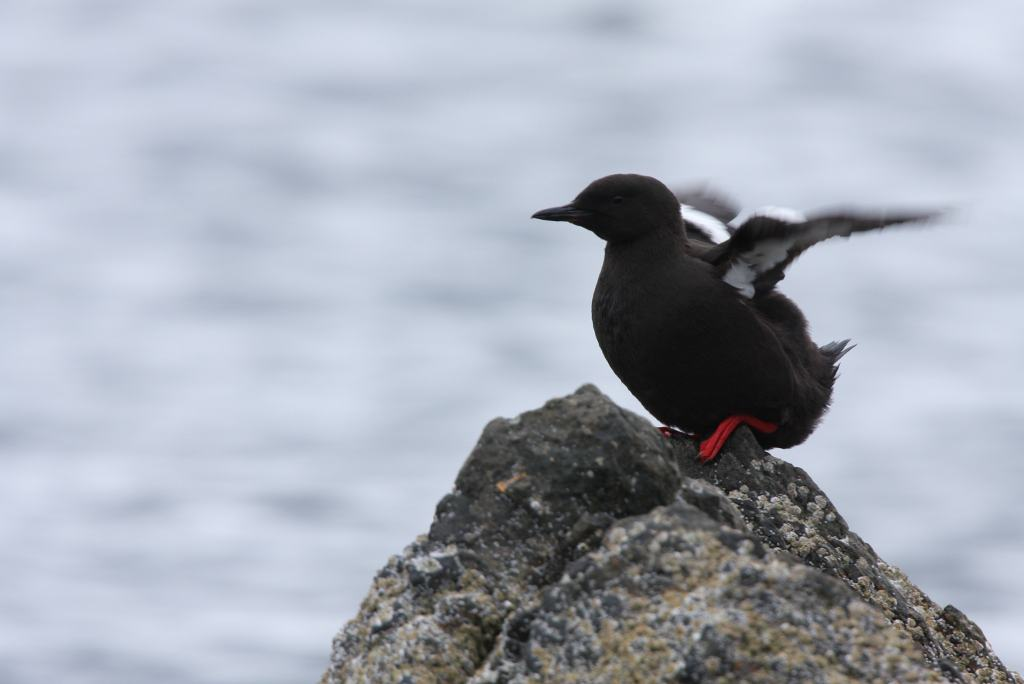
Guillemot à miroir

## Répartition géographique

Répartition géographique du guillemot à miroir
Aire de nidification
Présent à l'année
Aire d'hivernage

Le guillemot à miroir est une espèce circumpolaire qui niche sur les rivages, les îles et les falaises rocheux sur les côtes de l'Atlantique nord et de l'océan Arctique, jusque vers la péninsule de Kola. Son aire de nidification s'étend vers le sud jusqu'au Maine, en Amérique, et jusqu'en Irlande, en Europe. En Grande-Bretagne, il niche surtout dans l'ouest et le nord de l'Écosse. On en trouve aussi quelques colonies à St. Bees Head en Cumbria, sur l'île de Man et sur l'île d'Anglesey dans le nord du pays de Galles. Quelques colonies isolées nichent en Alaska, où son aire de répartition recoupe celle du guillemot colombin, auquel il ressemble. Bien que ces oiseaux passent souvent l'hiver à proximité de leur site de nidification, il arrive qu'ils migrent vers des zones libres de glace, mais ne voyagent généralement pas très loin vers le sud.

## Comportement

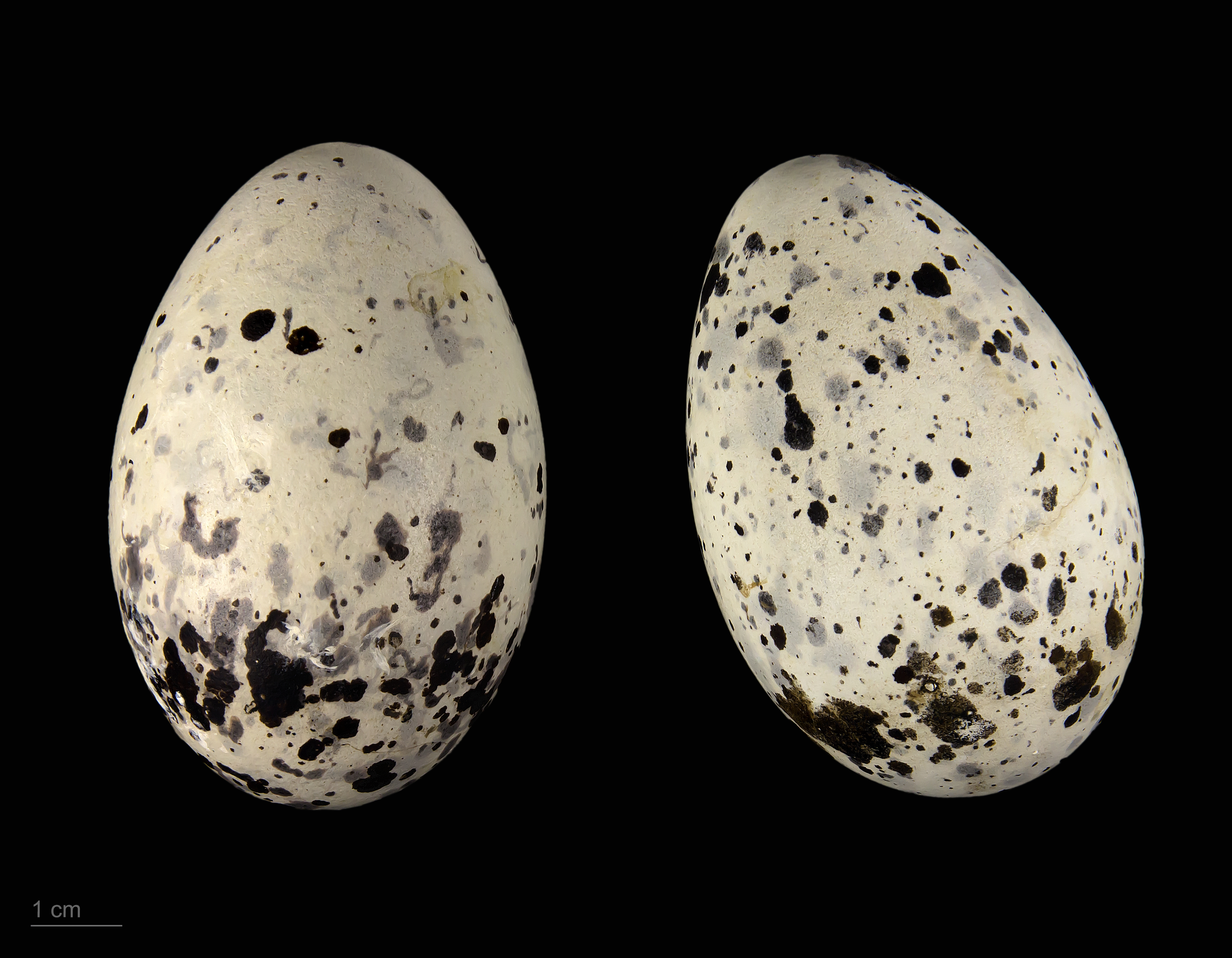
Œufs de Cepphus grylle grylle - Muséum de Toulouse

Le guillemot à miroir est un oiseau beaucoup plus côtier que le guillemot marmette. Il se laisse flotter à la surface de l'eau et met d'abord la tête sous l'eau pour s'assurer que le champ est libre avant de plonger. Il se propulse sous l'eau à l'aide de ses ailes, et descend rarement à plus de 40 m de profondeur. Il se nourrit surtout de petits poissons et de crustacés, mais aussi de mollusques et de vers marins. Son cri, que l'on peut entendre sur les sites de nidification, est un sifflement aigu.
Cet oiseau niche généralement en petites colonies de 5 à 200 paires, bien qu'on en retrouve des colonies beaucoup plus importantes dans le Grand Nord. Il pond un ou deux œufs verdâtres tachetés de brun ou de gris sur un lit de gravier, préférant les crevasses des basses falaises et les talus d'éboulis. Le mâle et la femelle se partagent la tâche de l'incubation, qui dure un peu moins de 4 semaines.

## Sous-espèces
D'après la classification de référence (version 14.1, 2024) de l'Union internationale des ornithologues, le Guillemot à miroir possède 3 sous-espèces (ordre philogénique) :
- Cepphus grylle mandtii (Lichtenstein, MHC, 1822) — arctique ;
- Cepphus grylle arcticus (Brehm, CL, 1824) — du golfe du Maine à la mer Blanche ;
- Cepphus grylle islandicus Hørring, 1937 — islande ;
- Cepphus grylle faeroeensis Brehm, CL, 1831 — îles Féroé ;
- Cepphus grylle grylle (Linnaeus, 1758) — mer Baltique.